# Нікос Портокалоглу
Нікос Портокалоглу (грец. Νίκος Πορτοκάλογλου, * 30 грудня 1957, Волос) — грецький співак, композитор.

## Біографія
Нікос був другою дитиною у родині Одіссея Портокалоглу, який був біженцем зі Смірни, де працював на нафтопереробну компанію. Кілька років родина жила на Криті, та зрештою оселилась у передмісті Афін Неа Смірна, де і здобув середню освіту у євангелічній школі. У ранні роки Нікос захоплювався музикою Маноса Хатзідакіса та Нани Мускурі.
1980 року із товаришами Одиссеєм Цакалосом (барабани), Мустакісом (клавішні), Дімітрісом Калецісом (бас) створює власний музичний гурт ΦΑΤΜΕ, перший однойменний альбом «Φατμέ» вийшов 1982 року за підтримки продюсера Тасоса Фаліроса. Через рік вийшов другий альбом гурту «ΨΕΜΑΤΑ», а 1985 року — третій альбом «ΡΙΣΚΟ», який приносить гурту визнання широкої аудиторії. Пізніше у складі ΦΑΤΜΕ Портокалоглу видав ще кілька альбомів, після чого гурт розпався.
Перший сольний альбом «ΣΗΚΩ ΨΥΧΗ ΜΟΥ ΣΗΚΩ ΧΟΡΕΨΕ» був записаний на початку 90-х років у співпраці з продюсером Георгіосом Андреу. Надалі Портокалоглу успішно співпрацював із музикантом Дімітріосом Мітропаносом, режисерами Пантелісом Вулгарісом та Сотірісом Горітсасом, для кінострічок яких писав музику. Саундрек до фільму «Brazilero» Горітсаса 2001 року під назвою «Θάλασσά μου σκοτεινή» (Моє темне море) став справжнім хітом в Європі. 2002 року був виданий альбом вибраної творчості «Υπάρχει λόγος σοβαρός».
Влітку 2008 року на честь 30-річчя кар'єри музиканта Нікос Портокалоглу дав грандіозний концерт на сцені Одеону Ірода Аттика в Афінах, у якому взяли участь інші відомі грецькі музиканти. Останній альбом музиканта під назвою «ΣΤΡΟΦΗ» вийшов 2009 року.
У зимовому сезоні 2012-2013 Нікос Портокалоглу виступав в афінському GAZOO зі спільною програмою із Філіппосом Пляцікасом, колишнім фронтмеом гурту Pyx Lax. Свою співпрацю мізиканти продовжують і влітку 2013 року.

## Дискографія
У складі ΦΑΤΜΕ
- ΦΑΤΜΕ 1982
- ΨΕΜΑΤΑ 1983
- ΡΙΣΚΟ 1985
- ΒΓΑΙΝΟΥΜΕ ΑΠ΄ ΤΟ ΤΟΥΝΕΛ 1986
- ΤΑΞΙΔΙ 1988
- ΠΑΛΚΟ 1989
- ΦΩΝΕΣ 1990

Сольна кар'єра
- ΣΗΚΩ ΨΥΧΗ ΜΟΥ ΣΗΚΩ ΧΟΡΕΨΕ 1992
- ΤΑ ΚΑΡΑΒΙΑ ΜΟΥ ΚΑΙΩ 1993
- ΑΣΩΤΟΣ ΥΙΟΣ 1996
- ΒΑΛΚΑΝΙΖΑΤΕR [ΚΡΥΦΤΟ] (OST) 1997
- ΠΑΙΧΝΙΔΙΑ ΜΕ ΤΟ ΔΙΑΒΟΛΟ 1999
- ΜΠΡΑΖΙΛΕΡΟ (OST) 2001
- ΘΑΛΑΣΣΑ REMIXES 2002
- ΥΠΑΡΧΕΙ ΛΟΓΟΣ ΣΟΒΑΡΟΣ 2002
- ΔΙΨΑ 2003
- ΠΑΜΕ ΑΛΛΗ ΜΙΑ ΦΟΡΑ 2005
- ΠΑΜΕ ΑΛΛΗ ΜΙΑ ΦΟΡΑ SPECIAL EDITION 2005
- ΤΟ ΠΟΤΑΜΙ 2006
- ΕΝΑ ΒΗΜΑ ΠΙΟ ΚΟΝΤΑ 2006
- ΕΚΤΟΣ ΣΧΕΔΙΟΥ 2007
- Η ΣΒΟΥΡΑ ΚΑΙ ΑΛΛΕΣ ΙΣΤΟΡΙΕΣ 2008
- ΣΤΡΟΦΗ 2009
- ANTHOLOGY 1993 / 2010